# ブカレスト条約 (1812年)
ブカレスト条約（ロシア語: Бухарестский мирный договор、トルコ語: Bükreş Antlaşması）は、1812年5月28日に署名され、7月5日に批准されたオスマン帝国とロシア帝国の間の講和条約。
この条約により、1806年から1812年までの露土戦争が終結した。

## 概要
ブカレスト条約により、オスマン帝国の属国であるモルダヴィア公国の東半分、プルト川とドニエストル川の間にある45,630平方キロメートルの土地（ベッサラビア）がロシアへ割譲された。また、ロシアはドナウ川での通商権を獲得した。
セルビアでは第一次セルビア蜂起が起こっていたが、この条約で平和が成立し、セルビアに自治権が与えられた。
この条約はロシアの司令官ミハイル・クトゥーゾフが署名し、アレクサンドル1世がナポレオン1世のロシア侵攻の直前に批准した。
南コーカサスではロシアとグルジアの連合軍が西グルジアの大半を占領したが、オスマン帝国はアハルカラキ、ポティ、アナパを維持した。